# Campeonato de Dinamarca de Ciclismo en Ruta

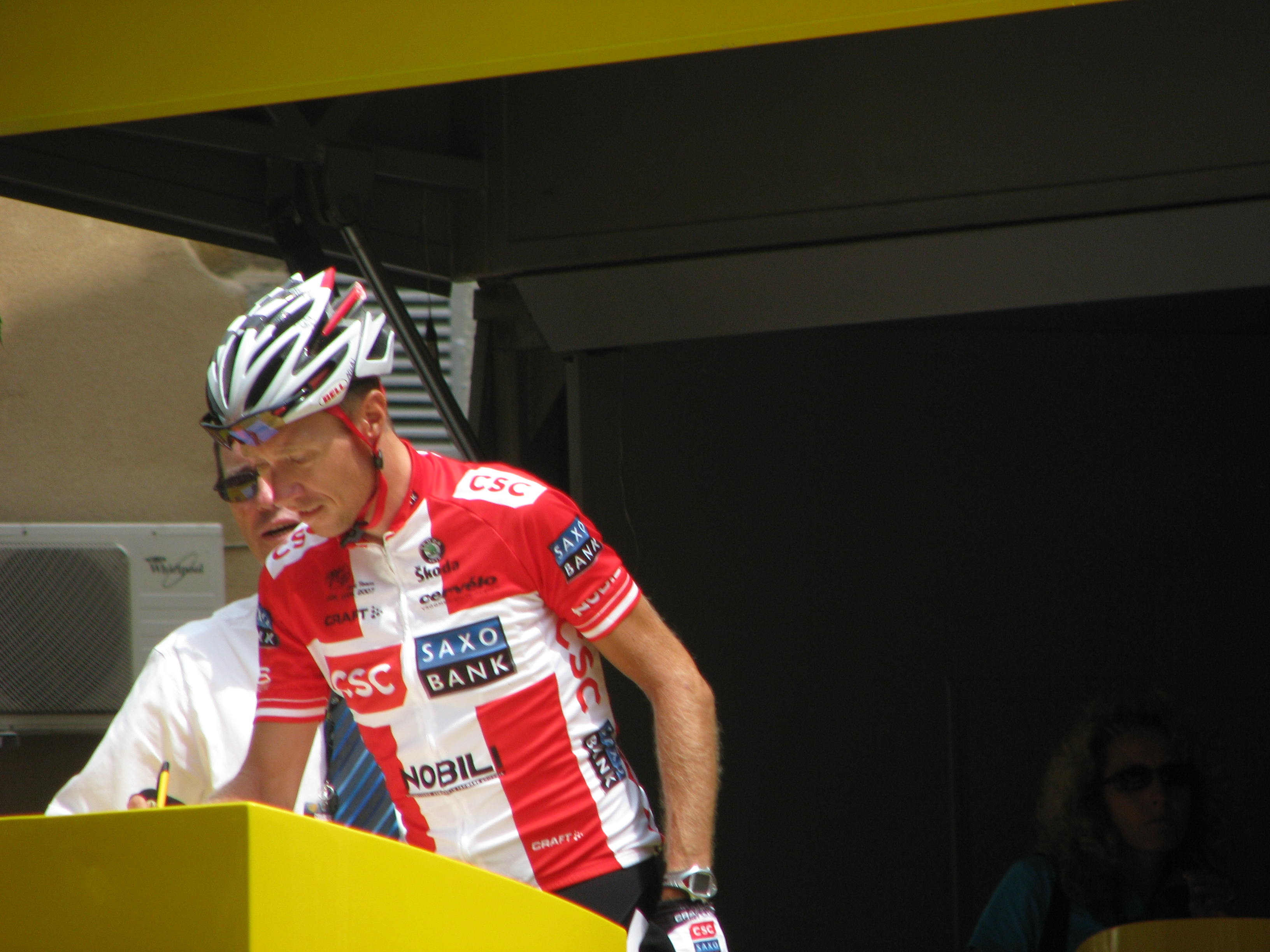
Nicki Sørensen durante el Tour de Francia 2008.

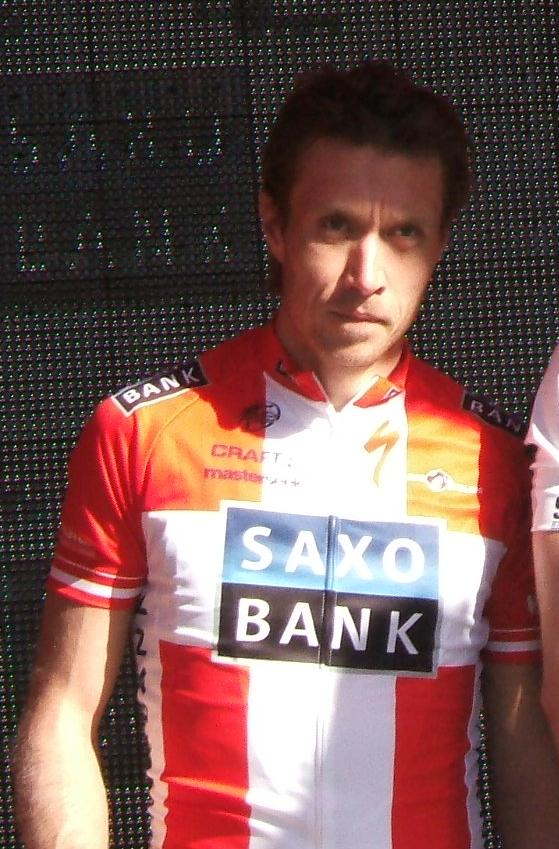
Nicki Sørensen, tres veces campeón de Dinamarca.

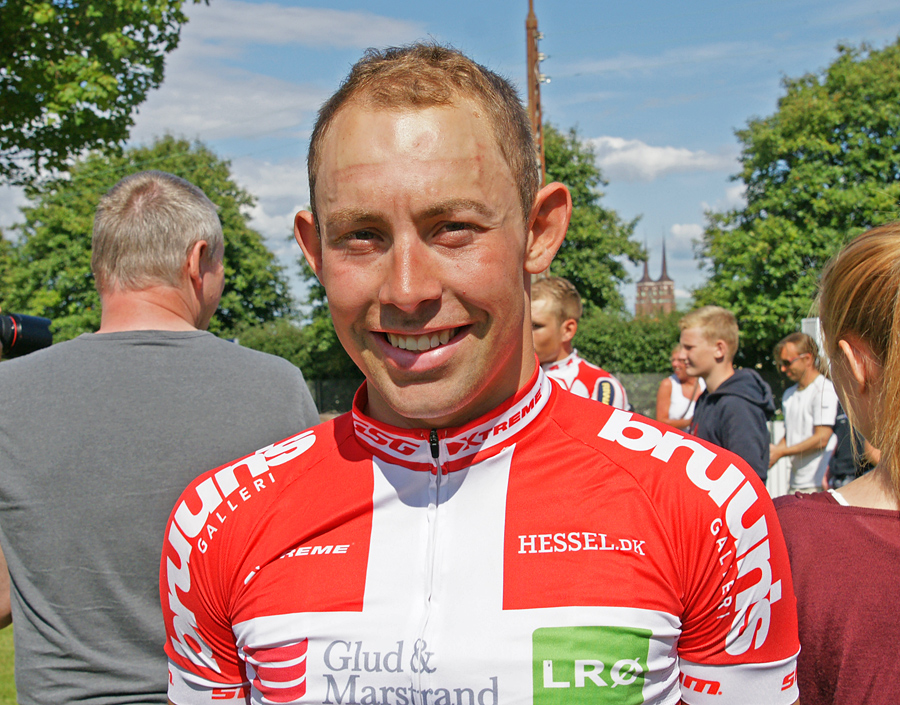
Sebastian Lander, campeón en 2012.

Los Campeonatos de Dinamarca de Ciclismo en Ruta se organizan anualmente desde el año 1986 para determinar el campeón ciclista de Dinamarca de cada año. El título se otorga al vencedor de una única carrera. El vencedor obtiene el derecho a portar un maillot con los colores de la bandera danesa hasta el Campeonato de Dinamarca del año siguiente.
En 1987 y 1988 fue un campeonato común con Suecia y Noruega. 

## Palmarés
| Año  | Campeón                  | Segundo              | Tercero              |
| 1981 | Jørgen Vagn Pedersen     |                      |                      |
| 1986 | Rolf Sørensen            | John Carlsen         |                      |
| 1987 | Kim Andersen             | Jorgen Marcussen     | Jesper Skibby        |
| 1988 | Søren Lilholt            | Bjarne Riis          | Kim Eriksen          |
| 1989 | Johnny Weltz             | Jesper Skibby        | Per Pedersen         |
| 1990 | Brian Holm               | Søren Lilholt        | Alex Pedersen        |
| 1992 | Bjarne Riis              | Claus Michael Møller | Lars Michaelsen      |
| 1995 | Bjarne Riis              | Brian Holm           | Peter Meinert        |
| 1996 | Bjarne Riis              | Bo Hamburger         | Jesper Skibby        |
| 1997 | Nicolai Bo Larsen        | Lars Michaelsen      | Rolf Sørensen        |
| 1998 | Frank Høj                | Bo Hamburger         | Michael Sandstød     |
| 1999 | Nicolai Bo Larsen        | Mikael Kyneb         | Jacob Moe Rasmussen  |
| 2000 | Bo Hamburger             | Nicolai Bo Larsen    | Rolf Sørensen        |
| 2001 | Jakob Piil               | Nicolai Bo Larsen    | Michael Blaudzun     |
| 2002 | Michael Sandstød         | Michael Blaudzun     | Bo Hamburger         |
| 2003 | Nicki Sørensen           | Allan Johansen       | Bo Hamburger         |
| 2004 | Michael Blaudzun         | Stig Dam             | Matti Breschel       |
| 2005 | Lars Ytting Bak          | Lars Michaelsen      | Matti Breschel       |
| 2006 | Allan Johansen           | Jacob Moe Rasmussen  | Troels Vinther       |
| 2007 | Alex Rasmussen           | Jacob Moe Rasmussen  | Jonas Aaen Jørgensen |
| 2008 | Nicki Sørensen           | Matti Breschel       | Jens-Erik Madsen     |
| 2009 | Matti Breschel           | Chris Anker Sørensen | Frank Høj            |
| 2010 | Nicki Sørensen           | Lars Ytting Bak      | Anders Lund          |
| 2011 | Nicki Sørensen           | Martin Mortensen     | Michael Reihs        |
| 2012 | Sebastian Lander         | Nicki Sørensen       | André Steensen       |
| 2013 | Michael Mørkøv           | Morten Øllegaard     | Casper Folsach       |
| 2014 | Michael Valgren          | Michael Carbel       | Michael Mørkøv       |
| 2015 | Chris Anker Sørensen     | Martin Mortensen     | Alexander Kamp       |
| 2016 | Alexander Kamp           | Michael Valgren      | Lasse Norman Hansen  |
| 2017 | Mads Pedersen            | Nicolai Brøchner     | Alexander Kamp       |
| 2018 | Michael Mørkøv           | Niklas Larsen        | Michael Carbel       |
| 2019 | Michael Mørkøv           | Kasper Asgreen       | Niklas Larsen        |
| 2020 | Kasper Asgreen           | Andreas Kron         | Michael Mørkøv       |
| 2021 | Mads Würtz               | Frederik Wandahl     | Mathias Norsgaard    |
| 2022 | Alexander Kamp           | Mads Pedersen        | Mikkel Honoré        |
| 2023 | Mattias Skjelmose Jensen | Magnus Bak Klaris    | Andreas Kron         |
| 2024 | Rasmus Søjberg Pedersen  | Kasper Asgreen       | Frederik Wandahl     |
| 2025 | Søren Kragh Andersen     | Mads Pedersen        | Casper Pedersen      |

## Estadísticas

### Más victorias
| Ciclista          | Victorias | Años                    |
| ----------------- | --------- | ----------------------- |
| Nicki Sørensen    | 4         | 2003, 2008, 2010 y 2011 |
| Bjarne Riis       | 3         | 1992, 1993 y 1994       |
| Michael Mørkøv    | 3         | 2013, 2018 y 2019       |
| Nicolai Bo Larsen | 2         | 1997 y 1999             |
| Alexander Kamp    | 2         | 2016 y 2022             |